# Rosário Poidimani

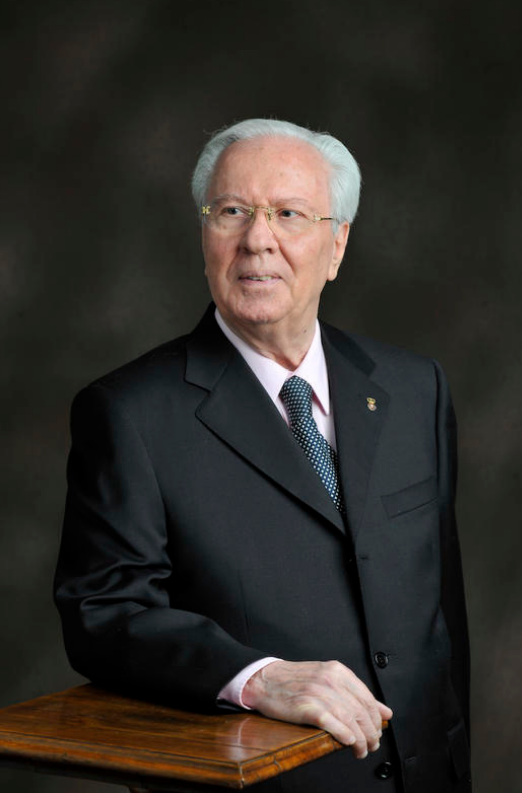
A.S.R. Principele Dom Rosário Poidimani de Saxa - Coburg - Gotha Braganza de Portugalia, al XII-lea Duce de Braganza, Șef al Casei Regale Portugheze

A.S.R. Dom Rosário Poidimani de Saxa - Coburg - Gotha Braganza (Siracuza, 25 august 1941) este fiul cooptat de Dona Maria Pia de Saxa-Coburg-Gotha Bragança, Ducesă de Bragança, fiică a Regelui Carlos I al Portugaliei și titular al titlului de Duce de Braganza.

## FAMILIA POIDIMANI[2]
Studiile genealogice, heraldice și genetice au confirmat apartenența Familiei Poidimani nobilimii europene imemoriale, iar celebrul cercetăror Luciano di Poli a afirmat, ca urmare a studiilor sale amânunțite faptul că numele de familie Poidimani rezultă din contracția a două nume: Poggio (sau Podio) și Manni, italianizarea poreclei germane Mann.  
Dom Rosário Poidimani este, în linie directă, descendent al lui Boson de Provence, Rege al Burgundiei și membru al Dinastiei Carolingiene.

## STUDII ȘI CARIERĂ[3]
A.S.R. a finalizat studiile univeristare cu o diplomă în Științe Umaniste, iar mai apoi a fost unul dintre primii fondatori ai televiziunii din Italia, devenind membru al „Comunității Europene a Jurnaliștilor”. 
Om de afaceri cu interese în diverse domenii, a înființat școli superioare și universități private de mare prestigiu în nord-estul Italiei. A trecut prin activități în sectorul mecanic de înaltă precizie, sectorul imobiliar și a ajuns să aleagă să se dedice exclusiv activității de consultanță financiară internațională.
În 1977, a fondat Institutul Internațional pentru Relații Diplomatice, compus din 39 de state, inclusiv parteneri fondatori și membri aderenți, cu scopul de a contribui la o mai mare apropiere între diferitele țări. 
De asemenea, Dom Rosário este fondatorul asociației umanitare „Os Cavaleiros da Cruz Azul - Cavalerii Crucii Albastre”, a cărui scop este să ajute persoanele din medii defavorizate. Inspectorul General al Ordinului Cavaleresc este Marchizul Prof. Dr. Carlos Amaral.
Datorită activității sale, de-a lungul carierei, A.S.R. a fost distins cu numeroase premii, prezidând, în egală măsură, acordarea unor distincții presitigioase la nivel European.

## CASA REGALĂ A PORTUGALIEI[7]
Cunoscându-l pe Rosário Poidimani și apreciindu-i cariera diplomatică și academică, Dona Maria Pia de Saxa-Coburg-Gotha Bragança, la acea vreme Ducesă de Braganza și Șefă a Casei Regale Portugheze, l-a numit pe acesta succesor al drepturilor sale dinastice. 
Devotamentul lui Rosário Poidimani față de Portugalia și de cauza Monarhistă au determinat-o pe A.S.R. Maria Pia să îl adopte pe acesta printr-un proces juridic complex numit ,,cooptare”, folosit și de Casa Regală a Suediei cu câteva decenii în urmă. 
Dezinteresul și lipsa de sprijin din partea urmașilor Donei Maria Pia au determinat-o pe aceasta să-și transfere drepturile dinastice către Dom Rosário, la 3 aprilie 1987. Din acel moment, Rosário Poidimani a devenit: Alteța Sa Regală Principele Dom Rosário Poidimani de Saxa - Coburg - Gotha Braganza de Portugalia, al XXII-lea Duce de Braganza, Șef al Casei Regale Portugheze, preluând toate atribuțiile și drepturile Mariei Pia.

## ACTIVITĂȚI
A.S.R. Dom Rosário Poidimani, în calitate de Șef al Casei Regale a Portugaliei întreprinde activități variate, cu scopul restabilirii imaginii istorice veridice a A.S.R. Dona Maria Pia și a restaurării Monarhiei în Portugalia. De asemenea, prin membrii săi, Casa Regala de Braganza patronează activități caritabile, academice, diplomatice și umanitare. 

## VIAȚĂ PERSONALĂ
A.S.R. Rosario Poidimani are trei copii: 
1. A.S.R. Dona Soraya Lucia Sayda Tecla, Principesă de Beira, Contesă de Neiva;
2. A.S.R. Dom Simone Joska, Principe de Portugalia, Duce de Évora;
3. A.S.R. Dona Krystal Isabel Donna Maria Pia, Contesă de Arraiolos.